# (9358) Fårö
(9358) Fårö, désignation internationale (9358) Faro, est un astéroïde de la ceinture principale.

## Description
(9358) Faro est un astéroïde de la ceinture principale. Il fut découvert le 29 février 1992 à La Silla par le programme UESAC. Il présente une orbite caractérisée par un demi-grand axe de 2,64 UA, une excentricité de 0,09 et une inclinaison de 3,3° par rapport à l'écliptique.

## Compléments